# Atlantoscia rubromarginata
Atlantoscia rubromarginata är en kräftdjursart som beskrevs av Paulo Agostinho de Matos Araujo och Klaus Ulrich Leistikow 1999. Atlantoscia rubromarginata ingår i släktet Atlantoscia och familjen Philosciidae. Inga underarter finns listade i Catalogue of Life.